# St-Valentin (Jumièges)
Die Kirche Saint-Valentin befindet sich in Jumièges, einer Gemeinde im französischen Département Seine-Maritime. Sie liegt an einem Hang an der Rue Guillaume-le-Conquérant.
Nach der Französischen Revolution wurde die Kirche zur Pfarrkirche. Die Kirche ist seit dem 15. März 1918 als Monument historique klassifiziert.

## Geschichte
Die Kirche wurde um die Wende vom 11. zum 12. Jahrhundert im Auftrag der Abtei Saint-Pierre de Jumièges erbaut. Das Zusammenleben von weltlichen und monastischen Gemeinschaften schien Anlass zu Meinungsverschiedenheiten zu sein. Im 16. Jahrhundert wurden Renovierungen durchgeführt, darunter der Wiederaufbau des Chors im Renaissancestil. Der Bau blieb jedoch aufgrund fehlender Mittel unvollendet.

## Legende
Patron der Kirche ist der heilige Valentin, ein römischer Priester, der unter Claudius II. dem Goten den Märtyrertod starb. Sein Kopf kam angeblich durch Raub im 12. Jahrhundert in die Abtei Jumièges, befindet sich jedoch inzwischen wieder in Terni, während andere Reliquien im Ort verblieben. Valentin soll die Einwohner von Jumièges vor Mäuseplagen schützen.